# Barcsi SC
Der Barcsi SC ist ein ungarischer Fußballverein aus Barcs, der der dritten Liga angehört.
Der Verein wurde 1910 gegründet, die Vereinsfarben sind Rot-Weiß. Die erste Mannschaft pendelte größtenteils zwischen dritter Liga und der höchsten Spielklasse des Komitats. Erst in diesem Jahrtausend wurde der Aufstieg in die Zweitklassigkeit geschafft. Platz vier mit nur drei Punkten Rückstand auf den Tabellenersten  in der Zweitliga-Saison 2006/07 war das erfolgreichste Abschneiden in der Vereinsgeschichte.